# لي جاكسون (لاعب دوري الرغبي)
لي جاكسون (بالإنجليزية: Lee Jackson)‏ هو لاعب دوري الرغبي أسترالي، ولد في 30 ديسمبر 1969 في كينغستون أبون هال في المملكة المتحدة.